# コンヴァース郡 (ワイオミング州)
座標: 北緯42度58分 西経105度30分 / 北緯42.967度 西経105.500度
コンヴァース郡（Converse County）は、アメリカ合衆国のワイオミング州にある郡。人口は13,833人（2010年国勢調査）で、郡庁所在地はダグラス（Douglas）である。

## 歴史
コンヴァース郡は1888年に設置された。

## 地理
アメリカ合衆国国勢調査局によると、この郡の総面積は11,047 km2 である。このうち11,020 km2 が陸地、27 km2 が水域である。総面積の0.24%が水域となっている。

### 隣接する郡
- キャンベル郡（北）
- ウェストン郡（北東）
- ニオブララ郡（東）
- プラット郡（南東）
- オールバニ郡（南）
- カーボン郡（南西）
- ナトロナ郡（西）
- ジョンソン郡（北西）

## 人口動静

コンヴァース郡の人口ピラミッド

2000年現在の国勢調査で、この郡は12,052人、4,694世帯、及び3,407家族が暮らしている。人口密度は1/km2 (3/mi2) で、1/km2 (1/mi2) の平均的な密度に5,669軒の住居が建っている。この郡の人種的構成は白人94.72%、アフリカン・アメリカン0.15%、先住民0.91%、アジア系0.27%、太平洋諸島系0.02%、その他の人種2.46%、及び混血1.47%で、人口の5.48%がヒスパニックまたはラテン系である。人口のうち26.6%がドイツ系、13.5%がアメリカ系、12.2%がイングランド系、11.1%がアイルランド系移民の子孫である。
4,694世帯のうち、36.50%は18歳未満の子供と暮らしており、60.60%は夫婦で生活している。8.40%は未婚の女性が世帯主であり、27.40%は家族以外の住人と同居している。23.40%は独身の居住者が住んでおり、9.00%は65歳以上で独居である。253世帯は未婚の恋人と同棲していて、そのうち228世帯は異性愛者、12世帯は男性の同性愛者、13世帯は女性の同性愛者同士で住んでいる。1世帯あたりの平均人数は2.55人であり、家庭の場合は3.01人である。
郡内の住民は28.50%が18歳未満の未成年、18歳以上24歳以下が7.00%、25歳以上44歳以下が28.10%、45歳以上64歳以下が25.40%、及び65歳以上が11.00%にわたっている。中央値年齢は38歳である。女性100人ごとに対して男性は99.40人いて、18歳以上の女性100人ごとに対して男性は96.40人いる。
この郡の世帯ごとの平均的な収入は39,603米ドルであり、家族ごとでは45,905米ドルである。男性の36,443米ドルに対して女性は19,032米ドルの平均的な収入がある。この郡の一人当たりの収入（per capita income）は18,744米ドルである。人口の11.60%及び家族の9.20%は貧困線以下である。18歳未満の15.70%及び65歳以上の9.70%は貧困線以下の生活を送っている。

## コミュニティー
都市
- ダグラス（英語版）（Douglas）

町
- グレンロック（en:Glenrock, Wyoming）
- ロスト・スプリングス（en:Lost Springs, Wyoming）
- ローリング・ヒルズ（en:Rolling Hills, Wyoming）

国勢調査指定地域
- エスターブルック（en:Esterbrook, Wyoming）

その他
- ビル（en:Bill, Wyoming）
- ショウニー（en:Shawnee, Wyoming）